# Josef Kerschensteiner

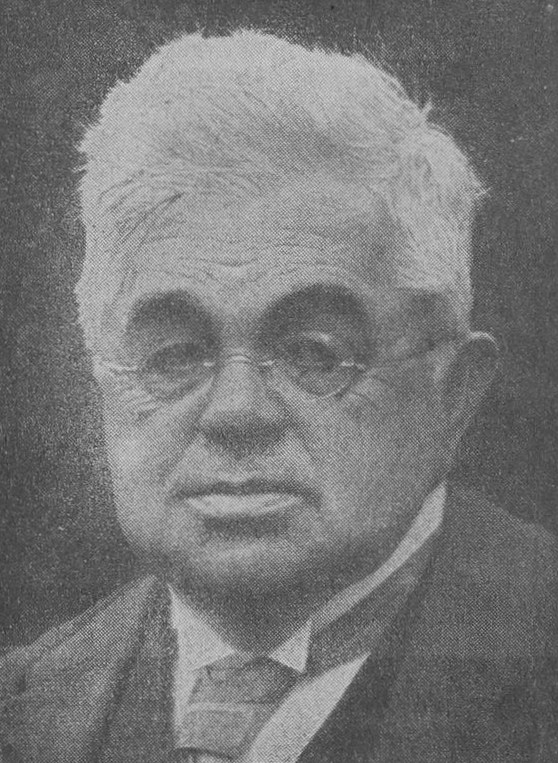
Josef Kerschensteiner, um 1928

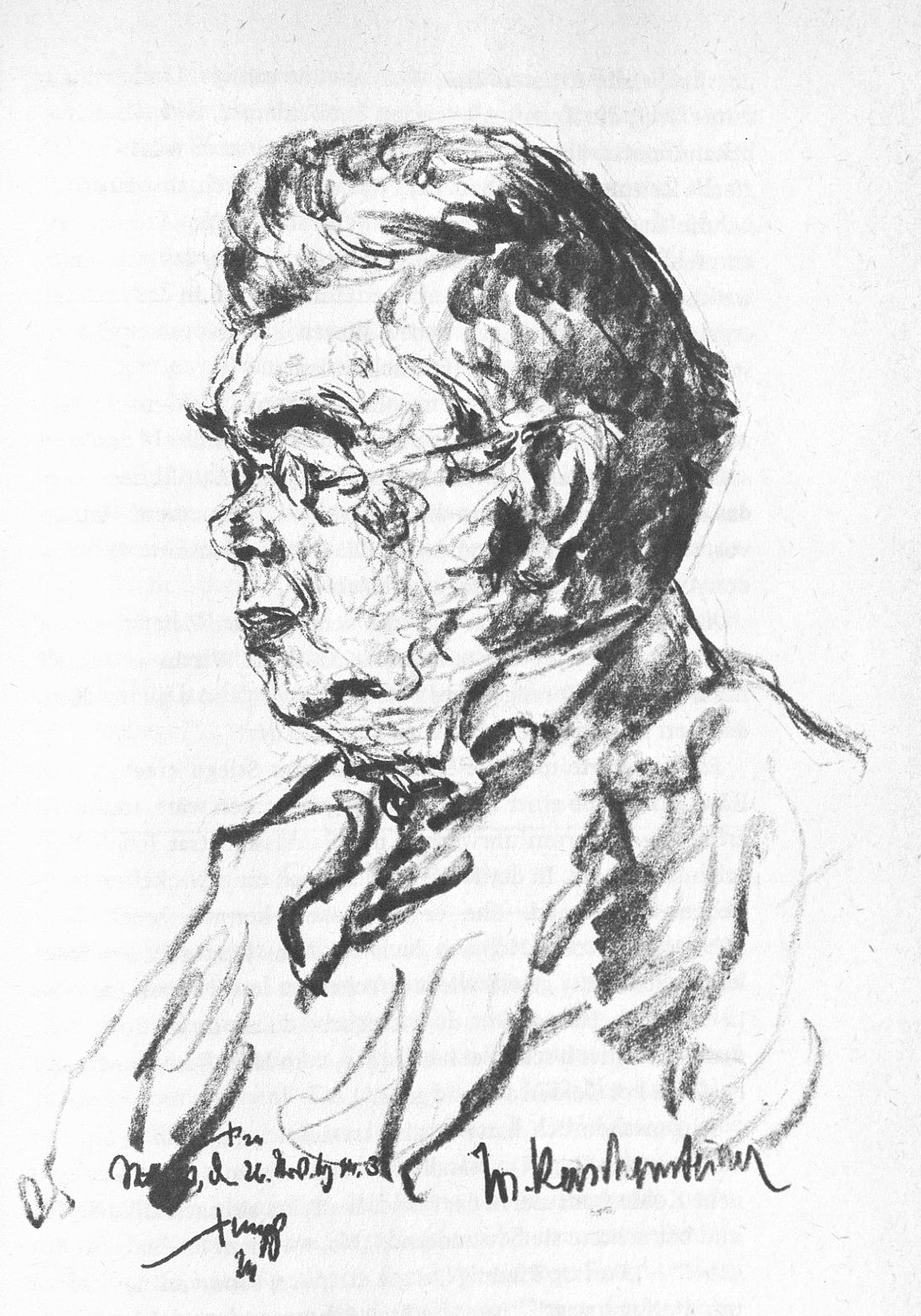
Emil Stumpp: Joseph Kerschensteiner (1924)

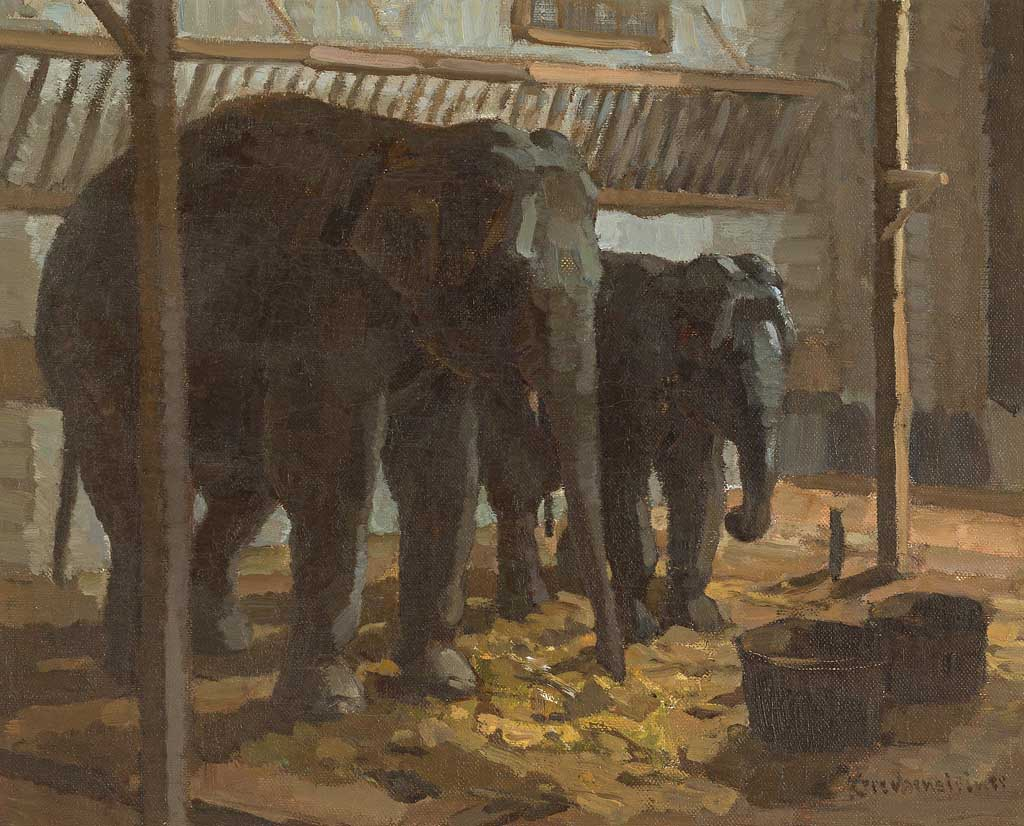
Elefanten

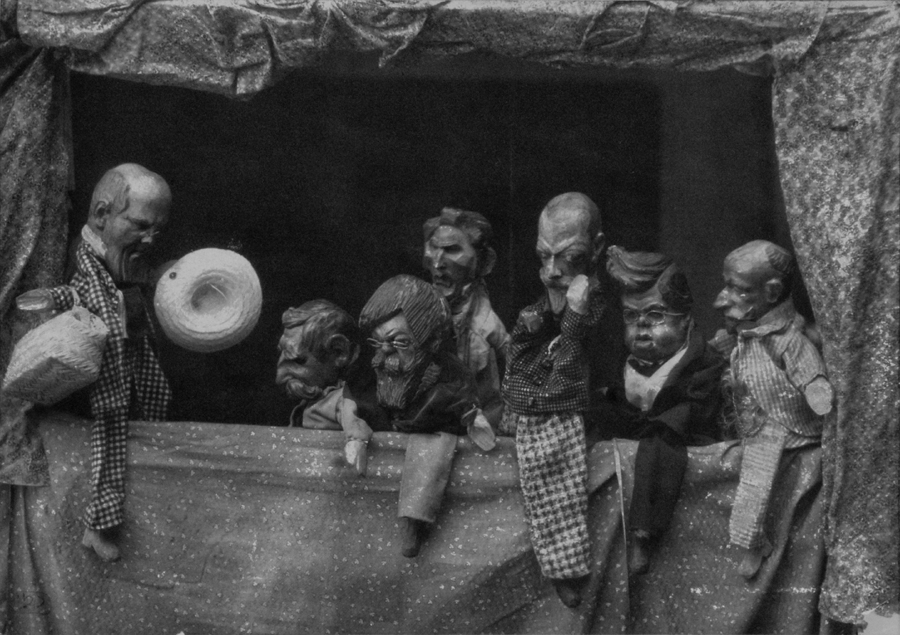
Die Gründer des Stuttgarter Künstlerbundes als Marionetten, Josef Kerschensteiner als Zweiter von rechts

Josef Alois Kerschensteiner (geboren 13. Januar 1864 in Augsburg, Königreich Bayern; gestorben 28. Oktober 1936 in Stuttgart) war ein deutscher Tiermaler. 

## Leben
Kerschensteiner war ein Sohn des Mediziners und späteren Leiters des bayerischen Medizinalwesens Josef von Kerschensteiner. Ein Onkel war Georg Kerschensteiner, Oberschulrat und Mitglied des Reichstags. Josef Kerschensteiner wuchs in München auf, wo er die Lateinschule und das Humanistische Gymnasium besuchte. Er studierte an der Akademie der Bildenden Künste München unter anderem bei Gabriel von Hackl. Er bildete sich an der Kunstakademie in Karlsruhe fort und konzentrierte sich auf die Tiermalerei. Einer seiner Karlsruher Lehrer war Heinrich von Zügel, ein impressionistischer Tiermaler, der erheblichen Einfluss auf Kerschensteiners künstlerische Entwicklung hatte. Kerschensteiner bevorzugte in seinen Gemälden insbesondere Elefanten und Kamele und stellte häufig die Farbigkeit von Papageien dar.
Anfang der 1890er Jahre zog Kerschensteiner nach Stuttgart. Er war Mitglied des Stuttgarter Künstlerbundes und einer der Lehrer von Willi Baumeister.
Die Stadt Stuttgart kaufte Kerschensteiners Bild "Volksfest mit Elefanten" für die Villa Berg an. Zwei seiner Bilder ("Pferdestudie", "Kamele in der Sonne") befanden sich schon 1917 als Leihgaben des Galerievereins im Königlichen Museum der bildenden Künste in Stuttgart. Im Übrigen waren Ankäufe der öffentlichen Hand zu seinen Lebzeiten selten. Kerschensteiner litt häufig unter finanzieller Not und wurde von seiner wohlhabenden Familie unterstützt. Die Stadt Stuttgart gewährte ihm seit seinem 60. Geburtstag einen Ehrensold.
Josef Kerschensteiner starb 1936 im Alter von 72 Jahren in Stuttgart.

## Grabstätte

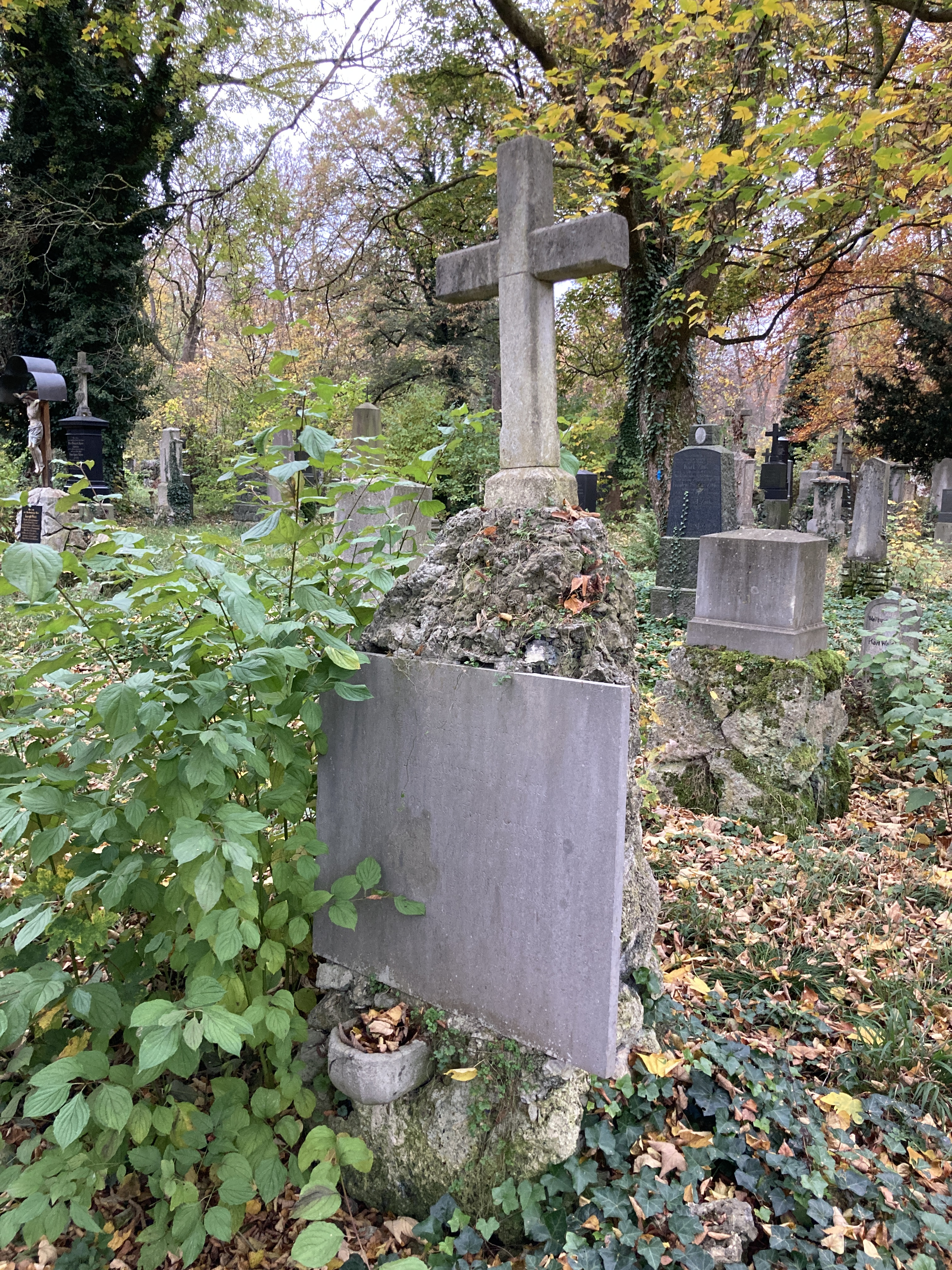
Grab von Josef Kerschensteiner auf dem Alten Südlichen Friedhof in München

Die Grabstätte von Josef Kerschensteiner befindet sich auf dem Alten Südlichen Friedhof in München (Gräberfeld 11 – Reihe 2 – Platz 40/41) Standort. In der Grabstätte liegen auch Kerschensteiners Großvater Anton (1801–1877), seine Großmutter Katharina (geb. Karl, 1833–1895) sowie sein gleichnamiger Vater Josef.

## Ausstellungen
- 1892 Glaspalast München
- 1893 Große Kunstausstellung Berlin
- 1894 Künstlerhaus Wien
- 1896 Münchner Secession
- 1913 Große Kunstausstellung Berlin
- 1925 Schwäbische Kunstschau, Stuttgart